# Piece by Piece (lied van Katie Melua)
"Piece by Piece" is een nummer van de Britse zangeres Katie Melua. Het nummer werd uitgebracht als de derde track op haar gelijknamige album uit 2005.

## Achtergrond
"Piece by Piece" is geschreven door Melua en geproduceerd door Mike Batt. Melua verbrak haar relatie met The Kooks-zanger Luke Pritchard, korte tijd voordat zij het nummer schreef. Het wordt omschreven als een country- en bluesnummer. Melua noemde het zelf een van haar favoriete nummers op Piece by Piece, en haar favoriete nummer op het album dat zij zelf had geschreven.
"Piece by Piece" werd nooit uitgebracht als single. Desondanks bleek het vooral in Nederland populair; zo stond het een aantal jaren in de NPO Radio 2 Top 2000, waar in 2007 de hoogste notering werd bereikt op plaats 667.

## NPO Radio 2 Top 2000
| Nummer met noteringen in de NPO Radio 2 Top 2000 | '07 | '08 | '09  | '10 | '11  |
| ------------------------------------------------ | --- | --- | ---- | --- | ---- |
| Piece by Piece                                   | 667 | -   | 1346 | -   | 1748 |

1. ↑  Een '-' betekent dat het nummer niet was genoteerd en een vetgedrukt getal geeft de hoogste notering aan.
2. ↑  2007 was het eerste jaar met een notering voor dit nummer.
3. ↑  Deze tabel is bijgewerkt tot en met de laatste editie (2024).